# تثقيف المستهلكين
تثقيف المستهلكين هو إعداد الفرد ليكون قادراً على اتخاذ قرارات مستنيرة عندما يتعلق الأمر بشراء منتجات في ثقافة استهلاكية. وهي تشمل عموماً مختلف السلع والخدمات الاستهلاكية، والأسعار، وما يمكن أن يتوقعه المستهلك، والممارسات التجارية الموحدة، وما إلى ذلك. وفي حين أن تثقيف المستهلكين يمكن أن يساعد المستهلكين على اتخاذ قرارات أكثر استنارة، فقد وجد بعض الباحثين أن آثاره يمكن أن تنخفض بمرور الوقت، مما يشير إلى الحاجة إلى التعليم المستمر.  كما بدأت تظهر أبعاد جديدة لتعليم المستهلكين مع زيادة وعي الناس بالحاجة إلى نزعة استهلاكية أخلاقية وسلوك استهلاكي مستدام في مجتمعنا الذي يزداد عولمة.

## الخلفية
تعليم المستهلكين هو تعليم يمكن العثور عليه في العديد من مجالات الدراسة في المناهج المدرسية الرسمية، وهو يدمج المعارف من العديد من التخصصات، بما في ذلك: الاقتصاد، ونظرية الألعاب، ونظرية المعلومات، والقانون، والرياضيات، وعلم النفس. ويُعتبر تدريس هذا الموضوع هاماً لأن مجموعة المؤلفات الأدبية تكشف أن المستهلكين يفتقرون عموماً إلى المعلومات الجيدة، والتهور، وقلة الانتقاد، والسلوك المتأثر بالعادات والاقتراحات. ويشمل تدريب المعلمين أيضاً التعليم المتعلق بمختلف فروع النزعة الاستهلاكية.
ويركز تثقيف المستهلكين على كل من المهارات الوظيفية والحقوق، وهذان العنصران لا ينفصلان لأن الوعي بالعديد من الحقوق يؤدي إلى مهارات وظيفية.  وهناك أيضاً حالات يجري فيها تثقيف المستهلكين بغرض تغيير تصوراتهم، مثل الحملة التثقيفية لزيادة ثقة المستهلكين في التجارة الإلكترونية.

## المحتوى
ومن الناحية التقليدية، فإن المادة التي تدرَّس في تعليم المستهلكين يمكن أن توجد تحت عنوان «الاقتصاد المنزلي». ولكن ابتداء من اواخر القرن العشرين، مع ازدياد النزعة الاستهلاكية، صارت الحاجة إلى الفرد لإدارة الميزانية، والقيام بعمليات الشراء الواعية، والادخار للمستقبل أهم ما تكون. ولا تشمل نتائج تثقيف المستهلكين تحسين فهم السلع والخدمات الاستهلاكية فحسب، بل أيضاً زيادة الوعي بحقوق المستهلك في سوق المستهلكين وتحسين القدرة على اتخاذ إجراءات لتحسين رفاه المستهلك.
وتختلف محتويات تثقيف المستهلكين أيضاً من بلد إلى آخر. ففي المملكة المتحدة، على سبيل المثال، ينصب التركيز على حماية الأطفال من آثار المجتمع الاستهلاكي الاستغلالي، في حين ينصب التركيز في الفلبين بدرجة أكبر على القضايا المتعلقة بالمصلحة العامة الأكثر مباشرة (مثل غلي الماء قبل شربه، وفحص السكر للكشف عن الشوائب).